# 宋厲公
宋厲公（？—前859年），中國西周時宋國國君。子姓，名鮒祀。
鮒祀為宋湣公共次子。緡公卒後，弟煬公熙繼位。鮒祀不服，將叔父殺害，把國位让給長兄弗父何，弗父何不受，鮒祀於是自立，是為厲公。前859年，厲公卒，子僖公舉立。
厲公封弗父何於栗（今夏邑），任宋國國卿。弗父何是孔子的遠祖。